# پستا شکیپتار
پستا شکیپتار (انگلیسی: Posta Shqiptare) شرکت دولتی پست آلبانی است، که در سال ۱۹۱۲ تأسیس شد.